# 11109 Iwatesan
11109 Iwatesan eller 1995 UG8 är en asteroid i huvudbältet som upptäcktes den 27 oktober 1995 av den japanska astronomen Takao Kobayashi vid Ōizumi-observatoriet. Den är uppkallad efter den japanska vulkanen Iwate.
Den tillhör asteroidgruppen Koronis.